# Fédération française des associations chrétiennes d'étudiants
La Fédération française des associations chrétiennes d'étudiants, ou FFACE, souvent abrégée en « la Fédé » , est un mouvement de jeunesse protestant indépendant, fondé en 1898. Association reconnue d’utilité publique, elle participe à la structuration du protestantisme français au XXe siècle. Elle est membre de la Fédération protestante de France et de la Fédération universelle des associations chrétiennes d'étudiants. 

## Histoire

### 1898-1914: Fondation
Dans les années 1890, plusieurs cercles protestants d'étudiants sont fondés dans les grandes villes universitaires françaises. En 1892 le pasteur Jean Monnier, membre de la Société centrale d'évangélisation puis professeur de dogmatique à la Faculté de théologie protestante de Paris fonde une Société fraternelle d'étudiants, qui devient Cercle puis Association des étudiants protestants de Paris (AEPP). Le Cercle s'installe d'abord Rue Saint-Jacques, dans le Quartier latin, puis à partir de 1896 au 46 rue de Vaugirard, dans un hôtel particulier situé en face du Sénat acquis grâce à des dons. En 1897 à Nancy, puis à Bordeaux, Montauban, Lille, Montpellier, Nîmes et Toulouse se forment de nouveaux groupes.
Simultanément, en 1895, l'Américain John Mott fonde la Fédération universelle des associations chrétiennes d'étudiants (FUACE), qui s'affiche comme la « mission des étudiants par les étudiants. » En août 1891, trois professeurs d'université, Raoul Allier, Jacques Dumais et Jacques Pannier participent à une rencontre internationale des Young Men's Christian Association à Amsterdam. Ils y rencontrent John Mott et Karl Fries, futurs piliers de la FUACE. A la Pentecôte 1898, lors des secondes Journées de la jeunesse protestante à Sèvres; se réunissent des jeunes de l'AEPP, de la YMCA française et des délégués des universités de province. Raoul Allier, professeur de philosophie à la Faculté de théologie protestante de Paris, y invite John Mott qui y prononce un discours remarqué. Les statuts sont rédigés lors d'une rencontre en novembre 1898 près de Montpellier, et sont adoptés à la troisième conférence de Pentecôte, en 1899 à Versailles. Dès l'origine, cette fédération nationale s'affilie à la fédération internationale. Elle choisit même son nom, Fédération Française des Associations Chrétiennes d'Étudiants (FFACE), dit « la Fédé », en conséquence. Elle porte la marque du christianisme social, mouvement lui aussi d'origine protestante à vocation plus large : elle sera aussi « en quête de réconciliation entre la modernité, culturelle et scientifique, et la foi chrétienne. Pour les jeunes elle se construit comme un espace de liberté et d'auto-responsabilité ».
C'est par ailleurs le moment de l'affaire Dreyfus. Il est à noter que le professeur Raoul Allier, fondateur de la FFACE et son président jusqu'en 1920, est ouvertement dreyfusard. La Fédé porte aussi dans ses gènes le souci d'une république laïque et démocratique, soucieuse du droit des minorités. La Fédé se dote d'une organisation à la tête de laquelle est élu un secrétaire général, qui joue un rôle important dans le mouvement. Les premiers secrétaires seront Jules Rambaud et Charles Grauss.
En 1904 est créé l'organe de la  Fédé, la revue Le Semeur. C'est la première revue étudiante en France. 
Un élément fort, et très novateur en France (avant même l'éclosion du scoutisme), est l'organisation de camps d'été qui ont lieu d'abord en 1908 aux Mathes, dans la forêt de Coubre, près de la Rochelle avec seulement quelques participants, puis à partir de 1910 à Domino dans l'île d'Oléron, notamment sous l'impulsion de Charles Grauss,. Le succès est rapide : parti de 25 en 1910, le nombre de participants atteint 219 en 1914. Ce camp, qui se poursuivra pendant l'entre-deux guerres et au-delà, permet la formation de nombreux cadres du protestantisme français. 
Enfin, la Fédé crée une branche lycéenne et une branche « filles », présidée par Élisabeth Meyer, qui épouse ensuite le président Pierre Maury. En 1914, la Fédé a environ 400 membres étudiants, 450 lycéens et 300 « filles».

### 1914-1940: Première guerre mondiale et entre-deux-guerres
Pendant la Première Guerre mondiale, de nombreux membres de la Fédé sont envoyés sur le front. Beaucoup n'en reviennent pas, dont le secrétaire général Charles Grauss. Les vétérans en reviennent bouleversés par ce qu'ils ont vécu. Marqués par la découverte d'un monde non protestant mais aussi par l'humanité de l'« ennemi », quelques-uns comme André Trocmé deviennent objecteurs de conscience et pacifistes. Nombreux s'engagent dans la recherche de la réconciliation et d'une cohérence personnelle. 
Au quotidien, la Fédé continue à organiser des camps d'été, à Domino sur l'île d'Oléron, au chalet de La Chalp dans les Hautes-Alpes puis, à partir de 1936, dans le domaine de Bièvres. Elle compte parmi ses cadres Jacques Ellul et Bernard Charbonneau.
Une théologie elle-même issue de cette crise culturelle d'après guerre, le barthisme, va apporter la réponse à cette génération de jeunes protestants. Le pasteur Pierre Maury (1890-1956), secrétaire général de la FFACE, sera lui-même l'un des principaux promoteurs de cette théologie. Allié aux principes préexistants du Christianisme social, le barthisme constituera une matrice pour le protestantisme français jusque dans les années 1970. L'un de ses représentants sera Marc Boegner, connu comme le président de la Fédération protestante de France de 1929 à 1961, mais il fut aussi président de la Fédération française des associations chrétiennes d'étudiants de 1923 à 1935.
La Fédé participe activement aux rencontres œcuméniques internationales de la FUACE, dont la secrétaire de la branche féminine est une Française, Suzanne de Dietrich. La Fédé sera donc parfaitement informée sur la situation internationale et sur la dérive nazie en Allemagne. Cela forge l'anti-racisme profond de la Fédé. 

### 1939-1962: Seconde Guerre mondiale et reconstruction
Étant donné son niveau d'information et de sensibilisation quant au nazisme et à l'antisémitisme, la Fédé ne sera pas tentée de s'engager du côté du gouvernement de Vichy. Karl Barth rend les jeunes attentifs aux compats de l'Église confessante.  Les Thèses de Pomeyrol, qui fondent la Résistance spirituelle au nazisme en France sont rédigées par des théologiens de la Fédé et de la Post-Fédé. La Fédé se trouve parmi les mouvements de jeunesse protestants associés à la création de la CIMADE, sous l'impulsion de Suzanne de Dietrich puis de Madeleine Barot. De nombreux anciens de la Fédé œuvrent donc dans les réseaux d'évasion de juifs et autres persécutés, et dans la Résistance.
Pendant la guerre, les activités se poursuivent tant bien que mal : réunions, quelques camps d'été et circulation d'informations. La coupure en deux de la France à partir de l'été 1940 entraîne un dédoublement de l'organisation : Georges Casalis est nommé secrétaire en zone libre, alors que le secrétaire général parisien est Jean Bosc puis André Dumas.
L'après-guerre permet à la Fédé d'élargir son assise matérielle grâce à un legs important et au soutien financier des nombreux anciens du mouvement. Cela permet de recruter de nombreux permanents. Certains anciens sont organisés en Post-Fédé et continuent à fréquenter en famille des lieux comme le camp de Domino à Oléron. 
Les effectifs vers 1950 semblent toutefois être du même ordre qu'en 1914 : environ 400 étudiants, répartis dans une quinzaine de groupes et 500 lycéens, la revue Le Semeur tirant entre 500  et   800 exemplaires. La Post-Fédé compte 1 000 membres plus ou moins cotisants. Le jeune philosophe Paul Ricœur participe à la rédaction du journal Le Semeur.
Malgré ces effectifs limités, la Fédé fait preuve de dynamisme et s'engage pour la réconciliation franco-allemande et dans la fondation de l'Union nationale des étudiants de France. En 1946, des anciennes de la Fédé fondent le Mouvement Jeunes Femmes, qui s'engage dans le féminisme et est cofondateur du Mouvement français pour le planning familial,.
Mais la question coloniale, sur fond de guerre froide, vient troubler les consciences. La guerre d'Algérie, pour laquelle les étudiants sont appelés sous les drapeaux, provoque une véritable crise. La revue Le Semeur met en question le silence de l'Église réformée de France. Certains étudiants appelés prônent l'insoumission, voire soutiennent le Front de libération nationale algérien. Secrétaire général de la Fédé depuis 1957, Jacques Maury part en 1962,.

### 1962-1982: Bouillonnement et marginalisation
En pleine crise de valeurs comme le reste de la société française, la Fédé se trouve entraînée dans de profondes transformations. Cela se traduit par des débats et des écrits, notamment autour de la sexualité, qui feront scandale et installeront une incompréhension entre la génération étudiante et ses aînés. En 1963, l'Alliance des équipes unionistes, qui rassemble depuis 1949 les mouvements de jeunesse protestants, Éclaireuses unionistes de France, Fédération française des éclaireuses, Unions chrétiennes de jeunes filles est traversée par de fortes tensions. Le directeur de l'Alliance et le président de la Fédé, Georges Casalis, veulent former une Alliance intégrée, qui ferait disparaître les mouvements historiques dans une unité globale divisée selon les tranches d'âge. Mais les étudiants de la Fédé ont d'autres aspirations, et tolèrent de moins en moins d'être encadrés par des anciens de la post-Fédé qui ont parfois largement la quarantaine. Georges Casalis a alors 46 ans, le président de l'Alliance est Pierre Bruneton, directeur général d'une multinationale, âgé de 60 ans.  
En décembre 1963, est publié un Semeur numéroté zéro, qui fait scandale. Il questionne en mêlant sérieux et satire la normalité sexuelle, et prône l'union libre dans ses diverses formes possibles. Les réactions sont radicales : l'équipe de rédaction est démise de ses fonctions, les étudiants en théologies sont convoqués par la Commission des ministères pour s'expliquer. Plusieurs d'entre eux préfère renoncer à devenir pasteur plutôt que de se soumettre. En 1964, le Conseil national de l'Église réformée de France coupe toute subvention à l'Alliance et décide de créer ses propres aumôneries universitaires. L'Alliance disparait. La Fédération française des éclaireuses est dissoute, et sa branche féminine rejoint les Éclaireurs unionistes pour former la Fédération des Éclaireuses et Éclaireurs unionistes de France. En quasi-rupture avec les Églises protestantes, la Fédé prend ses distances avec les institutions religieuses comme avec le mouvement international (FUACE). Elle perd ses références chrétiennes explicites et sa recherche théologique, dilue sa spécificité, espace ses activités. 
Un clivage profond s'établit et la tension entre l'Église réformée de France et les mouvements de jeunesse est perceptible pendant près de trente-cinq ans. Entre 1966 et 2002, aucun synode national n'adopte de texte portant sur la jeunesse, de moins en moins encadrée,,. 
Le pasteur André Micaleff est secrétaire général de l'Association des étudiants protestants de Paris de 1967 à 1981, avant de devenir président de la Mission populaire évangélique. Il coordonne le foyer du 46 rue de Vaugirard, et héberge des associations de défense des droits humains, qui militent notamment contre la dictature au Chili et au Brésil. 
Après 1968, les membres subsistants du groupe parisien décident de se lancer dans un projet de transformation du domaine de Bièvres en centre d'accueil pour la formation professionnelle. Ce projet exige de mobiliser toutes les ressources financières de la Fédé qui vend alors le terrain de Domino (sur l'ile d'Oléron) à la grande fureur des post-Fédératifs qui continuaient à s'y retrouver avec leurs familles, et un immeuble au 45 rue Bonaparte. En 1983, elle vend un immeuble situé près du parc Montsouris, utilisé comme Centre de rencontres international protestant. Cette vente nécessitait l'accord de la Fédération protestante de France. Jacques Maury donne cet accord à condition que la Fédé se relance comme mouvement étudiant, ce qui fera l'objet d'un protocole.  

### Depuis 1983: Refondation
À partir de 1984, ce travail de relance est effectué par l'entremise de la pasteure Geneviève Chevalley, par un travail de contact et de coordination de groupes existants ou d'étudiants isolés. En octobre 1986, une nouvelle équipe prend le relais. Le pasteur Jean Marc Dupeux est élu président et Geneviève Chevalley est nommée secrétaire générale.
Depuis 1986, la Fédé réinvestit le domaine théologique et la réflexion éthique. Elle regroupe environ deux cents étudiants. En juin 1998 elle fête ses cent ans à Bièvres. Jeanne Dreyfus est alors présidente. En avril 1999, la Fédé organise un voyage en Israël/Palestine avec l'aumônerie universitaire protestante, coordonnée par la pasteure Françoise Sternberger à Paris, le pasteur Daniel Cassou à Montpellier et le pasteur Bruneau Jousselin à Strasbourg.
La Fédé vend le domaine de Bièvre. En 2001, l'Association des étudiants protestant de Paris (AEPP) vend le siège du 46 rue de Vaugirard. En 2006, elle achète un immeuble au 4 rue Titon, dans le 11e arrondissement de Paris, et y installe foyer étudiant qui organise des conférences mensuelles,,. Une rencontre nationale Fédé des jeunes adultes protestant y est organisée le week-end du 7 et 8 mai 2022, en coopération avec l'Église protestante unie de France et l'Union des Églises protestantes d'Alsace et de Lorraine,,.

## Présidence
| Président        | entrée | sortie | Secrétaire                              |
| ---------------- | ------ | ------ | --------------------------------------- |
| Raoul Allier     | 1898   | 1920   | Jules Rambaud et Charles Grauss         |
| Marc Boegner     | 1923   | 1935   | Pierre Maury (1919-1925)                |
|                  |        |        | Charles Westphal (1929-1935)            |
|                  |        |        | Jean Bosc (1935-1940)                   |
|                  |        |        | Georges Casalis (1940-1944, zone libre) |
|                  |        |        | André Dumas (1943-1949)                 |
|                  |        |        | Jacques Maury (1957-1962)               |
|                  |        |        | Antoinette Scheurer (1962)              |
|                  |        |        | Daniel Tartier (1981)                   |
| Jean-Marc Dupeux | 1986   |        | Geneviève Chevalley                     |
| Jeanne Dreyfus   |        |        | Chris Lomon                             |